# 恩戈爾島

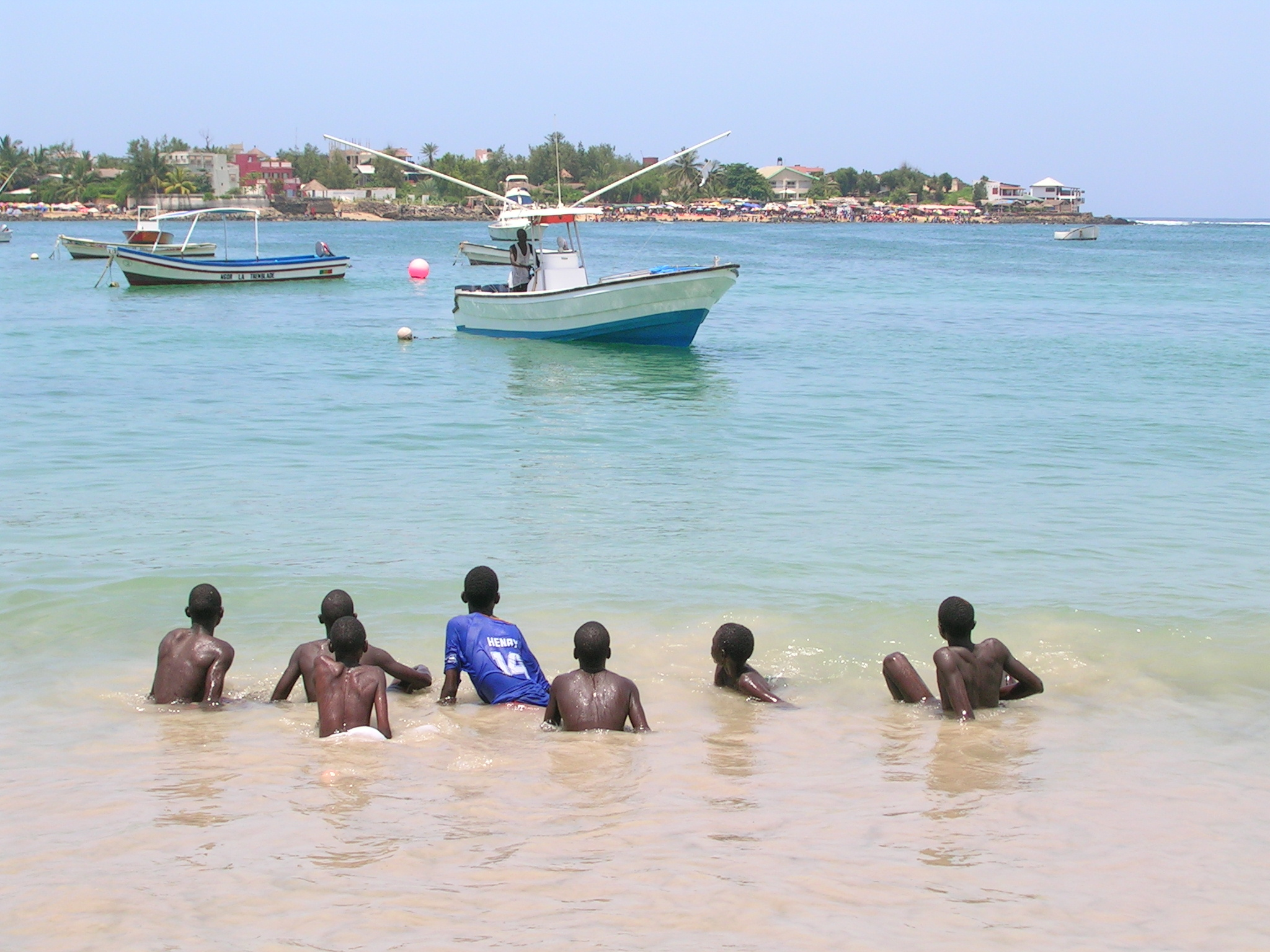

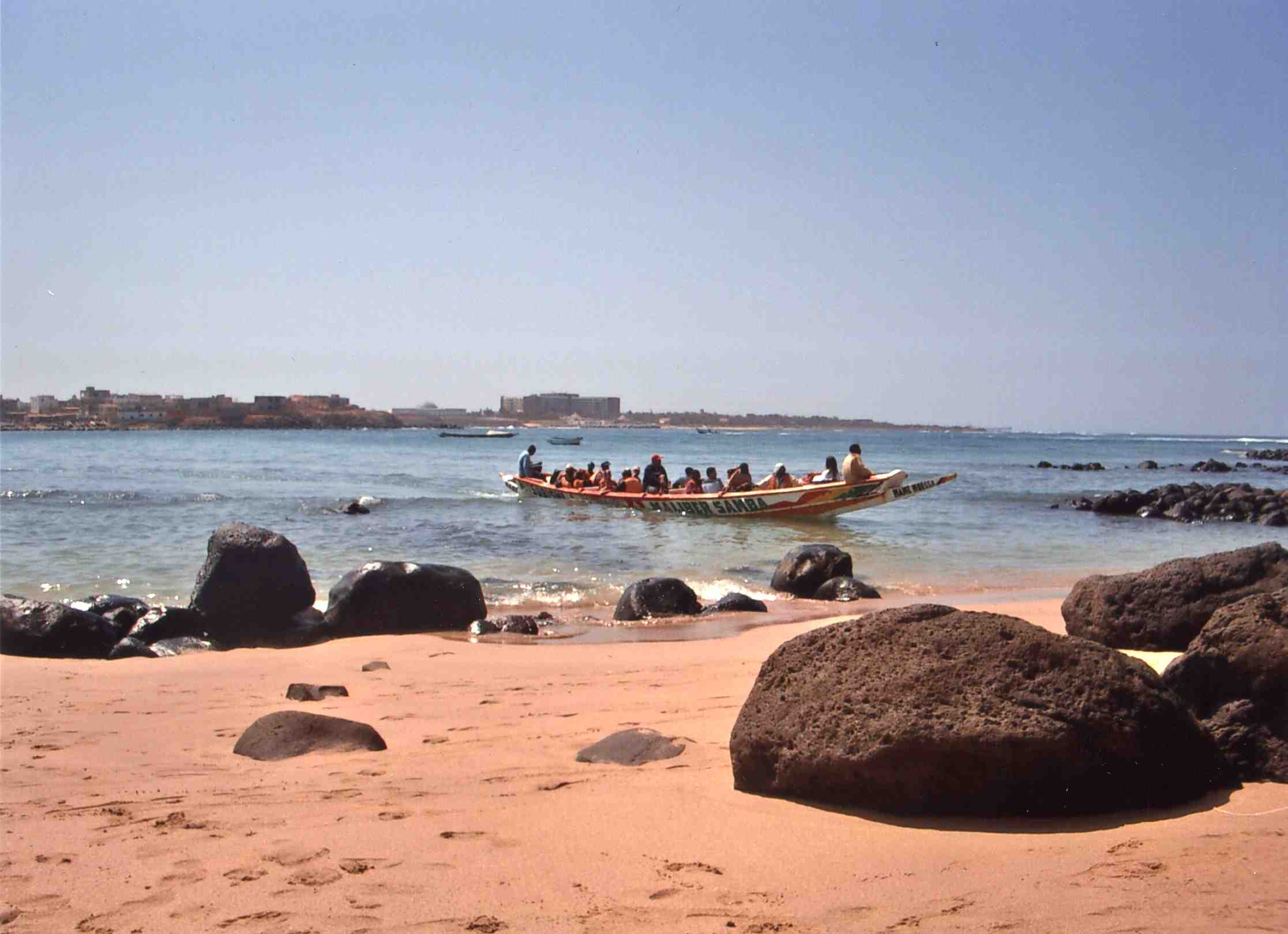

恩戈爾島（法語：Ngor）是西非國家塞內加爾的島嶼，位於佛得角半島對開的大西洋海域，由達喀爾區負責管轄，該島是水上運動、游釣和觀鳥的熱門地點。